# Pavol Pavlačka
Pavol Pavlačka, též Pavel Pavlačka (16. ledna 1874 Holíč – 1. srpna 1947 Holíč), byl slovenský a československý politik a meziválečný poslanec Národního shromáždění za Hlinkovu slovenskou ľudovou stranu.

## Biografie
Profesí byl podle údajů k roku 1925 rolníkem v Holíči.
V parlamentních volbách v roce 1925 získal za Hlinkovu slovenskou ľudovou stranu (před rokem 1925 oficiální název Slovenská ľudová strana) poslanecké křeslo v Národním shromáždění.